# Assamia gravelyi
Assamia gravelyi – gatunek kosarza z podrzędu Laniatores i rodziny Assamiidae.

## Występowanie
Gatunek endemiczny dla Cejlonu.